# Ochancourt
 Ochancourt  es una población y comuna francesa, en la región de Picardía, departamento de Somme, en el distrito de Abbeville y cantón de Friville-Escarbotin.

## Demografía
| 229 | 213 | 189 | 241 | 253 | 235 |
| Para los censos de 1962 a 1999 la población legal corresponde a la población sin duplicidades (Fuente: INSEE [Consultar]) |     |     |     |     |     |

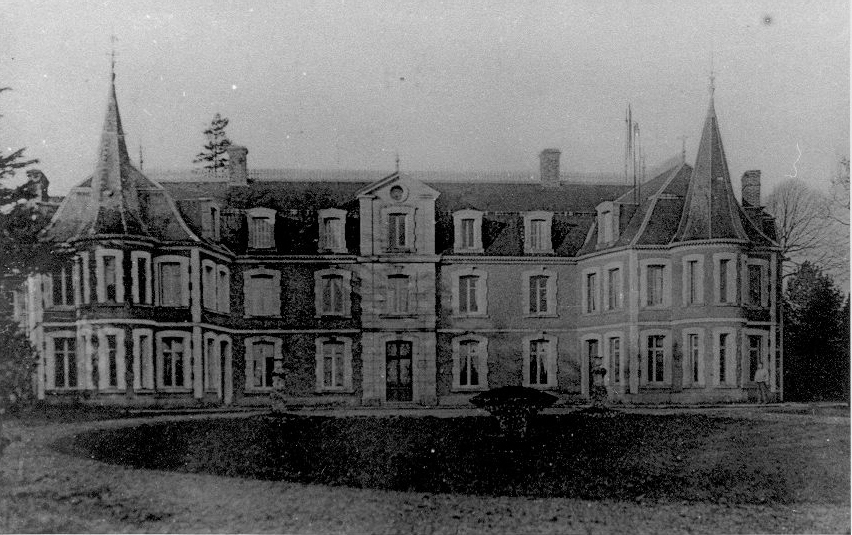
Le château du XVIIIe siècle, rue de Nibas, au début du XXe siècle
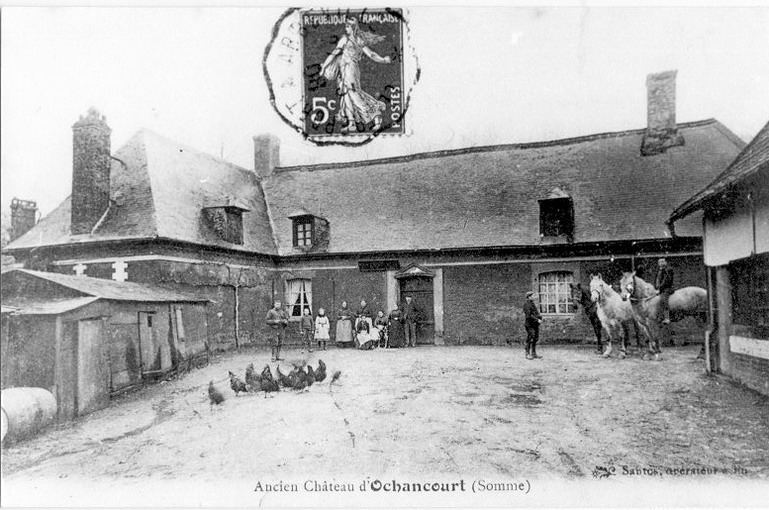
Le premier château seigneurial, complètement disparu, se trouvait près de l'église.
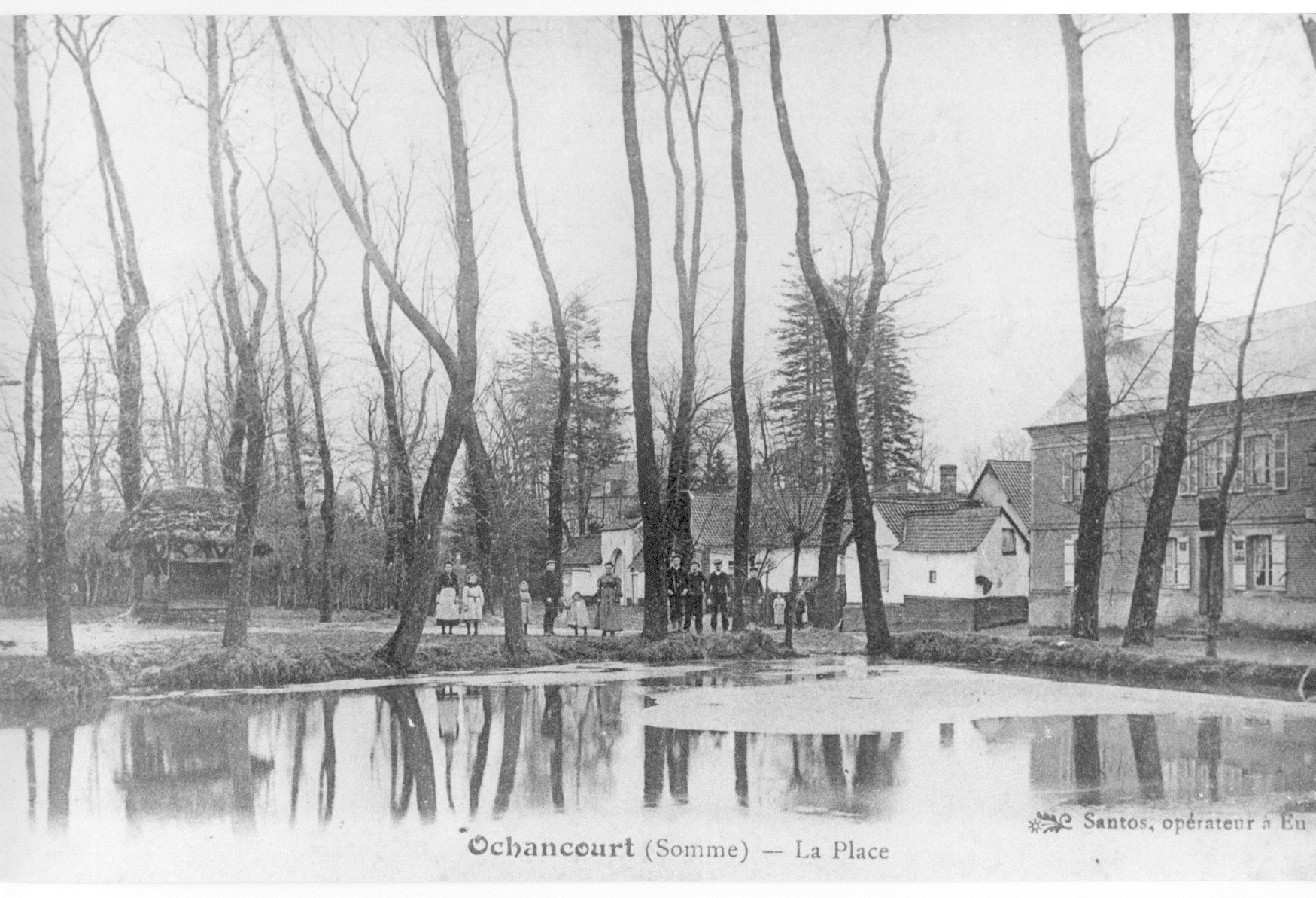
L'ancienne mare était située à l'emplacement de la cour d'école.
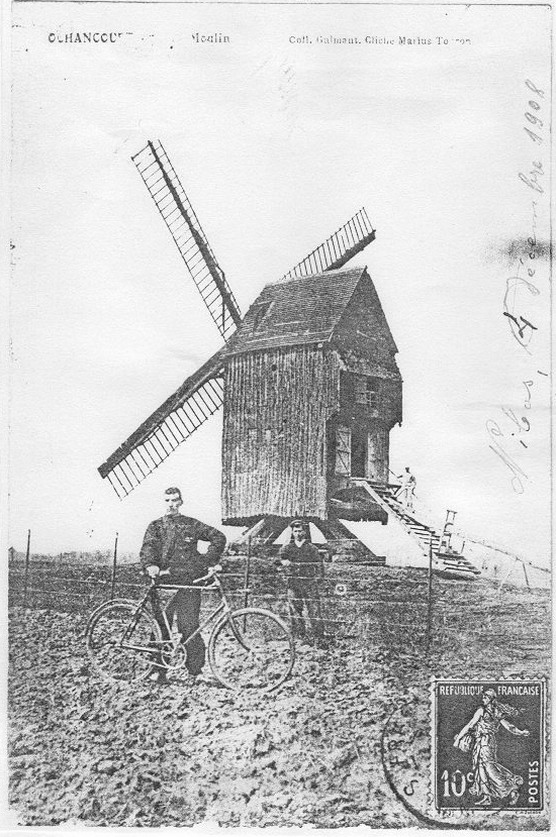
L'ancien moulin, rue de Nibas, abattu par la tempête en 1917, fragilisé parce qu'une des meules avait été démontée.